# Hornmoldhaus

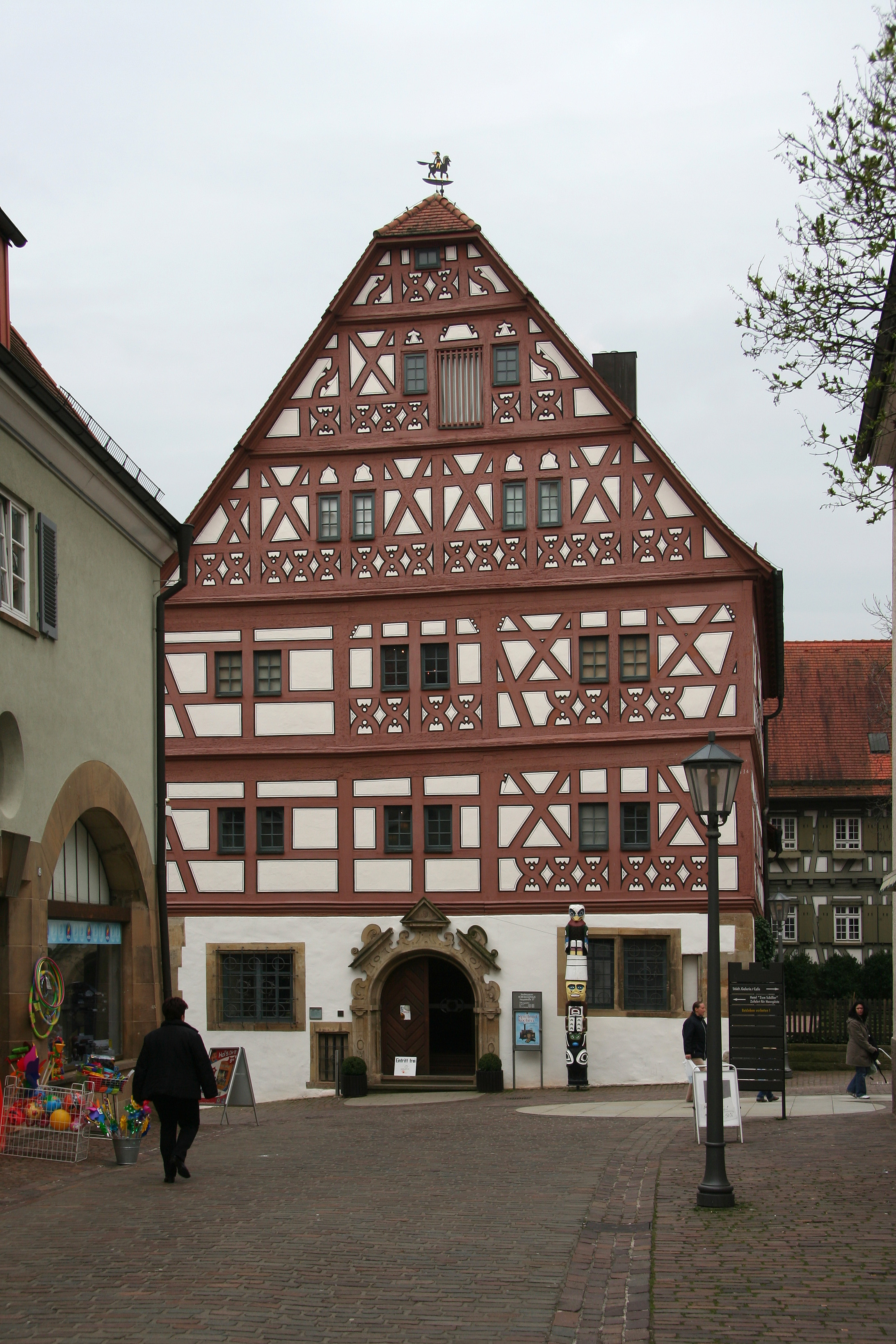
Das Hornmoldhaus in Bietigheim

Das Hornmoldhaus in Bietigheim ist eines der besterhaltenen Bürgerhäuser der Renaissance in Süddeutschland. Erbaut wurde das Haus in den Jahren 1535/36 durch den Bietigheimer Vogt Sebastian Hornmold den Älteren. Besonders sehenswert sind die Innenausmalungen aus der Renaissancezeit. Das Haus beherbergt heute das Stadtmuseum.